# Murak (Syria)
Murak (arab. ‏مورك‎) – miasto w Syrii, w muhafazie Hama. W spisie z 2004 roku liczyło 14 307 mieszkańców.
Murak znajduje się przy ważnej drodze M5, łączącej Damaszek z Aleppo.

## Historia
W lutym 2014 roku miejscowość została po raz pierwszy zajęta przez islamistów, następnie odbita przez syryjską armię 23 października tegoż roku. 5 listopada 2015 miejscowość została zdobyta przez powiązaną z Al-Ka’idą formację Dżund al-Aksa. W 2018 w Muraku powstał jeden z posterunków tureckiej armii na syryjskim terytorium, funkcjonowało też przejście dla cywilów chcących opuścić obszary zajmowane przez islamistów. Syria odzyskała Murak w sierpniu 2019 roku, zaś turecki posterunek został z likwidowany w październiku 2020.